# (200275) 1999 XZ209
(200275) 1999 XZ209 es un asteroide perteneciente al cinturón de asteroides descubierto el 13 de diciembre de 1999 por el equipo del Lincoln Near-Earth Asteroid Research desde el Laboratorio Lincoln, Socorro, Nuevo México, Estados Unidos.

## Designación y nombre
Designado provisionalmente como 1999 XZ209.

## Características orbitales
1999 XZ209 está situado a una distancia media del Sol de 2,752 ua, pudiendo alejarse hasta 3,149 ua y acercarse hasta 2,355 ua. Su excentricidad es 0,144 y la inclinación orbital 8,852 grados. Emplea 1668,24 días en completar una órbita alrededor del Sol.

## Características físicas
La magnitud absoluta de 1999 XZ209 es 15,6. Tiene 4,425 km de diámetro y su albedo se estima en 0,053. 